# Deux et deux font cinq
Deux et deux font cinq (2+2=5) est un recueil de chroniques d'Alphonse Allais, paru en 1895 à Paris, aux éditions Paul Ollendorff.
Qualifié d'« œuvres anthumes », il regroupe 65 contes publiés dans les périodiques Le Journal et Le Chat noir, de fin 1893 à fin mars 1895.